# Ален IV (герцог Бретани)
Ален IV (Ален Фержан; брет. Alan IV Fergant, фр. Alain IV Fergent; около 1060 — 13 октября 1119) — герцог Бретани и граф Ренна с 1084 года и граф Нанта с 1103 года.

## Биография

### Правление
Ален IV, сын герцога Бретани Хоэля II и графини Ренна Авуазы, родился около 1060 года в замке Шатолен. Он стал герцогом Бретани, после смерти отца 13 апреля 1084 года. После смерти его отца он унаследовал герцогство Бретань; графство Корнуай слилось с его владениями.
В начале правления в том же году Ален принялся за восстановления герцогской власти в графстве Ренн, продолжив войну своего отца с Жоффруа Грегонатом, приходившемся дядей Алену. Вскоре Алену удалось заточить Жоффруа в Кемпер, где тот вскоре и скончался, после чего Ален стал полноправным графом Ренна. В том же году он поставил своего младшего брата Матье во главе графства Нант, где тот правил до своей смерти, последовавшей в 1103 году.
Ален женился в первый раз в 1086 или 1088 году на Констанции Нормандской, дочери короля Англии Вильгельма I Завоевателя, которая была отравлена в 1090 году, не оставив потомства. В 1093 году Ален IV повторно женился на Ирменгарде, дочери графа Анжу Фулька IV Ле Решена, прежде бывшая супругой герцога Аквитании Гильома IX.
Ален предпочитал не выезжать из Бретани, в которой он родился, в своё свободное время жил в основном в замках Оре и особенно в Клоар-Карнуэ, располагавшийся недалеко от аббатства Сен-Круа-де-Кемперль, где настоятелем был его дядя Бенедикт.
Спокойствие в герцогстве в во время правления Алена, подтолкнуло папу Урбана II и феодалов Бретани призвать его присоединиться летом 1096 года к Первому крестовому походу, в котором он принимал участие в течение пяти лет, оставив герцогство на попечение жены Ирменгарды.
Из-за крестового похода и духовного воздействия своей благочестивой супруги, Ален стал больше заниматься религиозными вопросами и поддержал вместе с епископом Ренна Марбодом реформацию белого духовенства.
Этот духовный шаг не помешал ему поддержать короля Англии Генриха I Боклерка в его конфликте со старшим братом герцогом Нормандии Робертом Куртгёзом и участвовать в битве при Теншбре в 1106 году. Он стал вассалом Генриха I, и его сын Конан III женился на внебрачной дочери Генриха Матильде.
Будучи больным, он отрёкся от престола в 1112 году в пользу сына Конана III и удалился в аббатство Сен-Совер-де-Редон. Он умер 13 октября 1119 года и был там же и похоронен.

### Семья
1. Жена: с 1086 или 1088 года — Констанция Нормандская (1057/1061 — 13 августа 1090), дочь короля Англии Вильгельма I Завоевателя.
2. Жена: с приблизительно 1093 года — Ирменгарда Анжуйская (около 1068 — 1 июня 1146), дочь графа Анжу Фулька IV Ле Решена. Дети от этого брака:

- Конан III (умер 17 сентября 1148) — герцог Бретани с 1119 года
- Авоиза; муж: с 1110 года — граф Фландрии Бодуэн VII (1093 — 17 июня 1119)
- Жоффруа (умер в 1116, Иерусалим)

Ален IV также имел двух внебрачных детей:
- Ги[4]
- Брайен (около 1100 — около 1150) — активный участник гражданской войны в Англии